# Robert Low
Robert Low je skotský novinář a spisovatel historické fikce. Jeho série novel Oathsworn je zasazena do vikinské doby.

## Biografie
Low byl válečný dopisovatel ve Vietnamu a dalších několika místech, včetně Sarajeva, Rumunska a Kosova. V současnosti píše novely na plný úvazek a účastní se historického hraní a přehrávání událostí v anglické skupině The Vikings.

## Publikace

### Série Oathsworn
1. Velrybí cesta (2007)
2. Vlčí moře (2008)
3. Bílý havran (2009)
4. Dračí hlava (2010)
5. Vraní kost (2012)

### Série Kingdom
1. The Lion Wakes (2011) (nepřeloženo)
2. The Lion at Bay (2012) (nepřeloženo)
3. The Lion Rampant (2013) (nepřeloženo)